# Grade (angle)
Pour les articles homonymes, voir Grade et Gon.
Le grade ou gon ou degré centésimal (par opposition au degré sexagésimal), ou encore gradian, est une unité de mesure des angles ayant pour symbole gr ou ᵍ ou gon (gônia : angle, en grec). Un grade vaut {\displaystyle \pi /200} radian ou 0,9°. Un angle droit mesure 100 grades, un angle plat 200 grades, un tour complet 400 grades.

## Histoire
Le grade a été introduit dans le système métrique décimal pour remplacer le degré dans les mesures angulaires, notamment dans les mesures de latitudes et longitudes : au lieu de se diviser en 90 degrés, l'angle droit se divise en 100 grades (par définition).
Le quart du méridien terrestre fait donc par définition cent grades en mesure angulaire.

Sur le plan des distances maritimes, qui sont fondamentalement mesurées comme des distances angulaires, le mille marin traditionnel, qui est la distance correspondant à un écart angulaire d'une minute d'angle, est donc tel qu'il y a exactement soixante milles marins dans un degré ; le système métrique lui substitue une unité de longueur, le kilomètre, telle qu'il y a exactement cent kilomètres dans un grade. Pendant longtemps, jusqu'à ce que l'on mesure avec précision la longueur du méridien, il y avait donc un rapport de conversion exact entre 60 × 90 = 5 400 milles et 100 × 100 = 10 000 km, alors que la longueur de l'un et l'autre n'était pas connue avec précision.

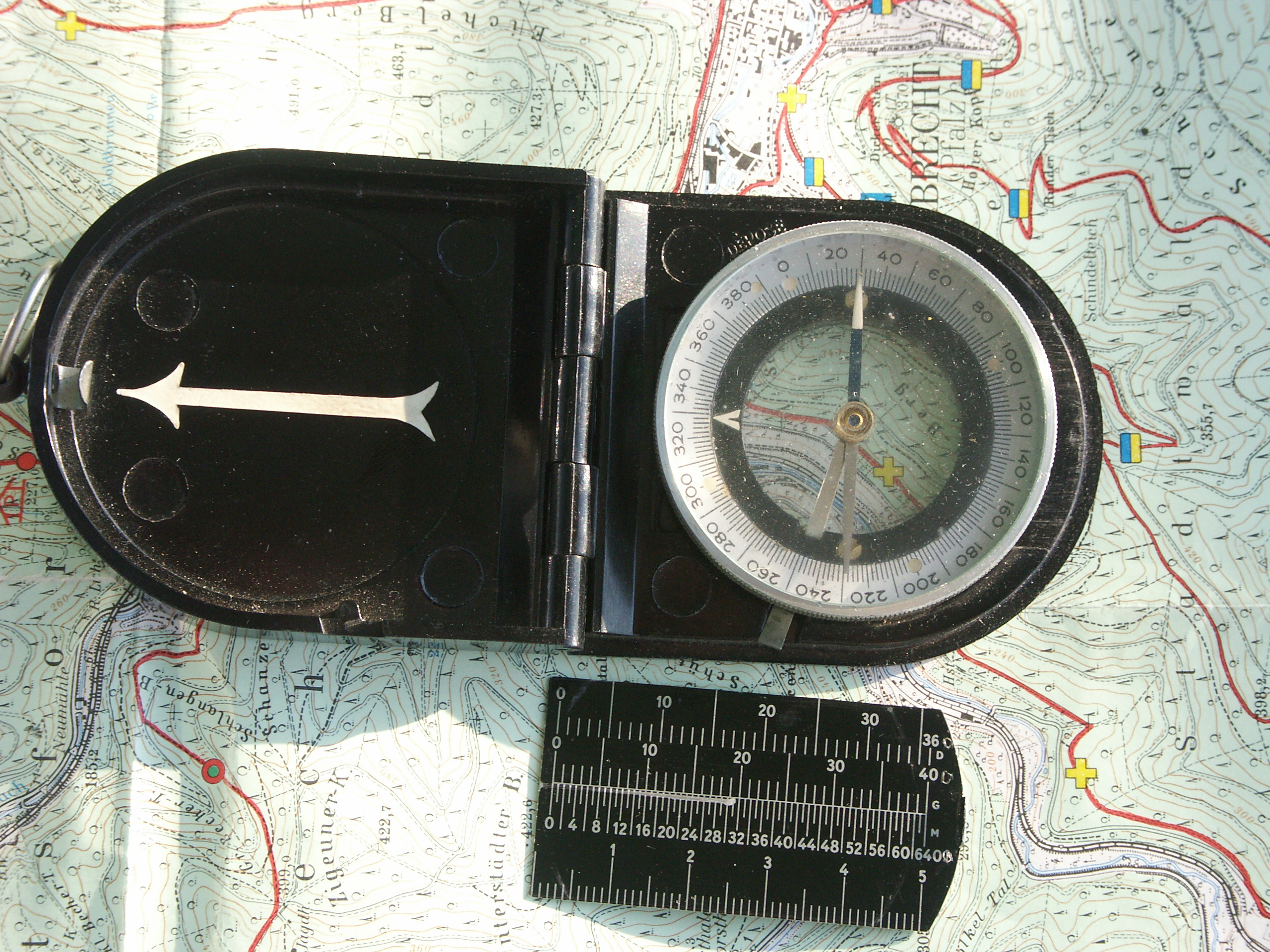
Boussole graduée en 400 grades ou gon et table de conversion

Le mètre est à l'origine, par définition, la dix-millionième partie du quart d'un méridien terrestre, correspondant à 100 gon de latitude (à l'époque un méridien était considéré comme faisant le tour de la Terre, aujourd'hui un méridien va du pôle Nord au Pôle Sud et le mètre serait alors énoncé comme la dix-millionième partie de la moitié d'un méridien). Il en résulte que 1 km correspond à 0,01 gon d'angle au centre de la Terre et 1 mètre correspond à 10−5 gon. 
En France, le grade est l'unité légale de mesure d'angle pour l'ensemble des travaux topographiques (arpentage, génie civil) et géodésiques (IGN) réalisés en France. En dehors de ces importants domaines, il est peu ou pas utilisé[réf. souhaitée]. Depuis la mise en place du RGF93, l'unité d'angle utilisée en France pour les latitudes et longitudes est le degré. Auparavant, l'unité d'angle associée à la Nouvelle Triangulation de la France (NTF) était le grade.
Avant 1982, le grade avait pour symbole gr.

## Avantages et inconvénients
S'il est pratique d'utiliser le grade, sur terre comme sur mer, le degré reste utilisé, encore aujourd'hui, en aéronautique et en navigation marine. La Terre ayant une période de rotation de 24 heures, le cercle de 360° permet de subdiviser la sphère en 24 fuseaux de 15° chacun, soit une heure de transit solaire.
Le principal inconvénient du grade est que certaines mesures d'angles très utilisées (angles "remarquables" en trigonométrie, en particulier 30 et 60°) ne correspondent plus à des valeurs entières une fois converties en grades. De plus, le nombre 360 a plus de diviseurs (24 diviseurs : 1, 2, 3, 4, 5, 6, 8, 9, 10, 12, 15, 18, 20, 24, 30, 36, 40, 45, 60, 72, 90, 120, 180, 360), que le nombre 400 (15 diviseurs : 1, 2, 4, 5, 8, 10, 16, 20, 25, 40, 50, 80, 100, 200, 400).